# Jokebed
Jokebed – postać biblijna ze Starego Testamentu, żona Amrama, matka Aarona, Mojżesza i Miriam.

## Narodziny Mojżesza
Mojżesz przyszedł na świat, gdy król egipski kazał położnym zabijać wszystkich nowo narodzonych chłopców hebrajskich. Jokebed ukrywała Mojżesza przez trzy miesiące, a ponieważ dłużej nie mogła, włożyła go do papirusowej skrzynki powleczonej żywicą i smołą, po czym umieściła w sitowiu na brzegu Nilu. Siostra chłopca (którą zapewne była Miriam) obserwowała, co się z nim stanie. Wkrótce skrzynkę dostrzegła kąpiąca się w rzece córka faraona. Posłała po nią służącą i zauważyła, że jest to mały Hebrajczyk, jednak pozostawiła go przy życiu. Widząc to, siostra Mojżesza powiedziała, że zawoła kobietę, która zaopiekuje się dzieckiem, i przyprowadziła Jokebed. Dopiero gdy podrósł, wychowanie nad nim przejęła córka faraona.